# Sant'Angelo di Brolo
Sant'Angelo di Brolo là một đô thị ở tỉnh Messina trong vùng Sicilia của Italia, có vị trí cách khoảng 130 km về phía đông của Palermo vào khoảng 60 km về phía tây của Messina. Tại thời điểm ngày 31 tháng 12 năm 2004, đô thị này có dân số 3.656 người và diện tích là 30,2 km².
Sant'Angelo di Brolo giáp các đô thị: Brolo, Ficarra, Gioiosa Marea, Librizzi, Montagnareale, Piraino, Raccuja, San Piero Patti, Sinagra.